# Zentrale Abbildende Aufklärung
Die Zentrale Abbildende Aufklärung (ZAbbAufkl, ZAA) ist eine militärische Dienststelle der Bundeswehr im Organisationsbereich Cyber- und Informationsraum, die dem Kommando Strategische Aufklärung unmittelbar nachgeordnet ist und mit dem es sich eine Liegenschaft teilt, die Philipp-Freiherr-von-Boeselager-Kaserne in Grafschaft–Gelsdorf (Rheinland-Pfalz). In der Zentrale sind wesentliche Teile der Satellitenbildbeschaffung und -auswertung der Bundeswehr konzentriert.

## Aufgaben und Arbeitsweise
Aufgabe der Zentrale Abbildende Aufklärung ist die militärische Aufklärung. Sie gewinnt Satellitenbilder aus militärischen Systemen, betreibt dazu das nationale Radarsatellitensystem SAR-Lupe und kooperiert international mit Partnern. Sie wertet Satellitenbilder aus, stellt Produkte für entsprechende Führungsebenen bereit und unterstützt Maßnahmen im Rahmen des Nationalen Risiko- und Krisenmanagements, Krisenunterstützungseinsätze und des Rüstungskontrollvertrags „Offener Himmel“ durch Auswertung von Luft- und Satellitenbildern und Datenaufbereitung.
Im Zentrum werden Satellitenbilder unterschiedlicher Systeme und Sensorik (Radar, elektrooptisch, Infrarot, multispektral) bearbeitet, ausgewertet und daraus – teils in Korrelation mit anderen Quellen – bedarfsorientierte Produkte erstellt. Im Rahmen eines bilateralen Abkommens mit Frankreich besteht die Möglichkeit, Satellitenbilder des elektrooptischen Aufklärungssystems Helios II zu nutzen.
Die Zentrale arbeitet der ressortübergreifenden Krisenvorsorge zu. Sie hat den Auftrag, Krisenunterstützungsteams (KUT) und -einsätze der Bundeswehr durch Erfassen, Verifizieren und Erarbeiten von für die Krisenvorsorge relevanten Daten zu unterstützen und die Ergebnisse in einem Informationssystem (KVInfoSys) so einzustellen, dass diese als Grundlage im Falle einer Evakuierungsoperation verfügbar sind. Dazu werden eine Vielzahl unterschiedlicher Objekte identifiziert und mittels entsprechender Bildprodukte wie Stadtübersichten, Detailpläne kritischer Infrastruktur, z. B. Flughäfen und Evakuierungsrouten aufbereitet und zur Vorbereitung und Durchführung möglicher Evakuierungsoperationen bereitgestellt.
Im Rahmen des Vertrages über den Offen Himmel hat die Zentrale den Auftrag, das erflogene Bildmaterial zu digitalisieren, auszuwerten und die Ergebnisse dem Zentrum für Verifikation der Bundeswehr (ZVBw) zur Verfügung zu stellen. Dabei kommen Sensoren des elektromagnetischen Spektrums für Foto-, Radar- und seit 2006 auch Infrarotaufnahmen zum Einsatz. Seit 2014 werden auch digitale Sensoren verwendet, mit denen deutlich bessere Beobachtungsergebnisse erzielt werden können.

## Geschichte
Die Zentrale entstand durch Ausgliederung der Abteilung „Abbildende Aufklärung und Objektbearbeitung“ aus dem Kommando Strategische Aufklärung am 1. Januar 2013. Seit dem 1. Juli 2017 gehört sie zum Organisationsbereich Cyber- und Informationsraum. Oberst Dirk Gleinig ist seit dem 8. Januar 2018 Leiter der Zentrale. Am 20. Oktober 2020 wurde der Zentrale eine eigene Truppenfahne verliehen.

## Gliederung
Die Zentrale ist in vier Analysedezernate gegliedert, die weltweit verschiedene Zuständigkeitsgebiete haben.

## Wappen
Das Wappen ist rund, um die Dimension des Weltraumes und den weltweiten Aufgabenbereich in Form der Weltkugel darzustellen. Die Integration des Satelliten stellt den genutzten Sensor dar. Das Eiserne Kreuz symbolisiert die Zugehörigkeit der Dienststelle zu den Streitkräften und die Farben Schwarz-Rot-Gold als Horizont um die Weltkugel die Bundesrepublik Deutschland als Bedarfsträger für weltweite Informationsversorgung. Die Farbgebung orientiert sich an der Dunkelheit des Weltraumes. Eingefasst wird das Abzeichen durch den Namen der Dienststelle in Schriftform.